# Teardrop Pond
Teardrop Pond är en sjö i Antarktis. Den ligger i Västantarktis. Inget land gör anspråk på området. Teardrop Pond ligger 359 meter över havet.